# Ambohima zoky
Espèce
Ambohima zoky est une espèce d'araignées aranéomorphes de la famille des Phyxelididae.

## Distribution
Cette espèce est endémique de Madagascar.

## Publication originale
- Griswold, Wood & Carmichael, 2012 : The lace web spiders (Araneae, Phyxelididae) of Madagascar: phylogeny, biogeography and taxonomy. Zoological Journal of the Linnean Society, vol. 164, no 4, p. 728-810.